# I Am the Law (pel·lícula de 1938)
I Am the Law (1938) és un drama criminal estatunidenc dirigit per Alexander Hall i protagonitzat per Edward G. Robinson.

## Argument
Eugene Ferguson, membre del Comitè Cívic del governador, demana al professor de dret de la ciutat de Nova York John Lindsay que es converteixi en un fiscal especial per lluitar contra els delinqüents i la corrupció a la ciutat, però sense que Lindsay ho sap, Ferguson està associat amb els estafadors.

## Repartiment
- Edward G. Robinson com John Lindsay
- Barbara O'Neil com Jerry Lindsay
- John Beal com Paul Ferguson
- Wendy Barrie com Frances Ballou
- Otto Kruger com Eugene Ferguson
- Arthur Loft com Tom Ross
- Marc Lawrence com Eddie Girard
- Douglas Wood com D.A. Bert Beery
- Robert Middlemass com Moss Kithell
- Charles Halton com George Leander
- Louis Jean Heydt com J.W Butler
- Fay Helm com Mrs. Butler
- Emory Parnell com Detective Brophy